# Le nebbie di Avalon
(Le nebbie di Avalon, Marion Zimmer Bradley, Prologo.)
Le nebbie di Avalon (The Mists of Avalon, 1983) è un romanzo a metà fra l'ucronia e il fantasy, scritto da Marion Zimmer Bradley e pubblicato per la prima volta in Italia nel 1986.

È il libro principale del ciclo di Avalon. Altri libri che compongono il ciclo sono: Le luci di Atlantide, L'alba di Avalon, La spada di Avalon, La dea della guerra, Le querce di Albion, La signora di Avalon e La sacerdotessa di Avalon. Tutta la serie è una rivisitazione fantastica su base storico-religiosa: l'autrice descrive, ispirandosi al genere fantasy, il passaggio dalle antiche religioni celtiche alla religione cristiana; nonché il passaggio da un mondo matriarcale a uno di stampo patriarcale.
Il 31 ottobre 2018 l'editore HarperCollins Italia dà nuovamente alle stampe il romanzo in una nuova versione integrale (mai pubblicata prima in Italia), ritradotta da Flavio Santi senza le precedenti censure. Il romanzo viene per l'occasione diviso in due volumi.

## Trama
Il romanzo è diviso internamente in quattro libri.
Signora della magia:

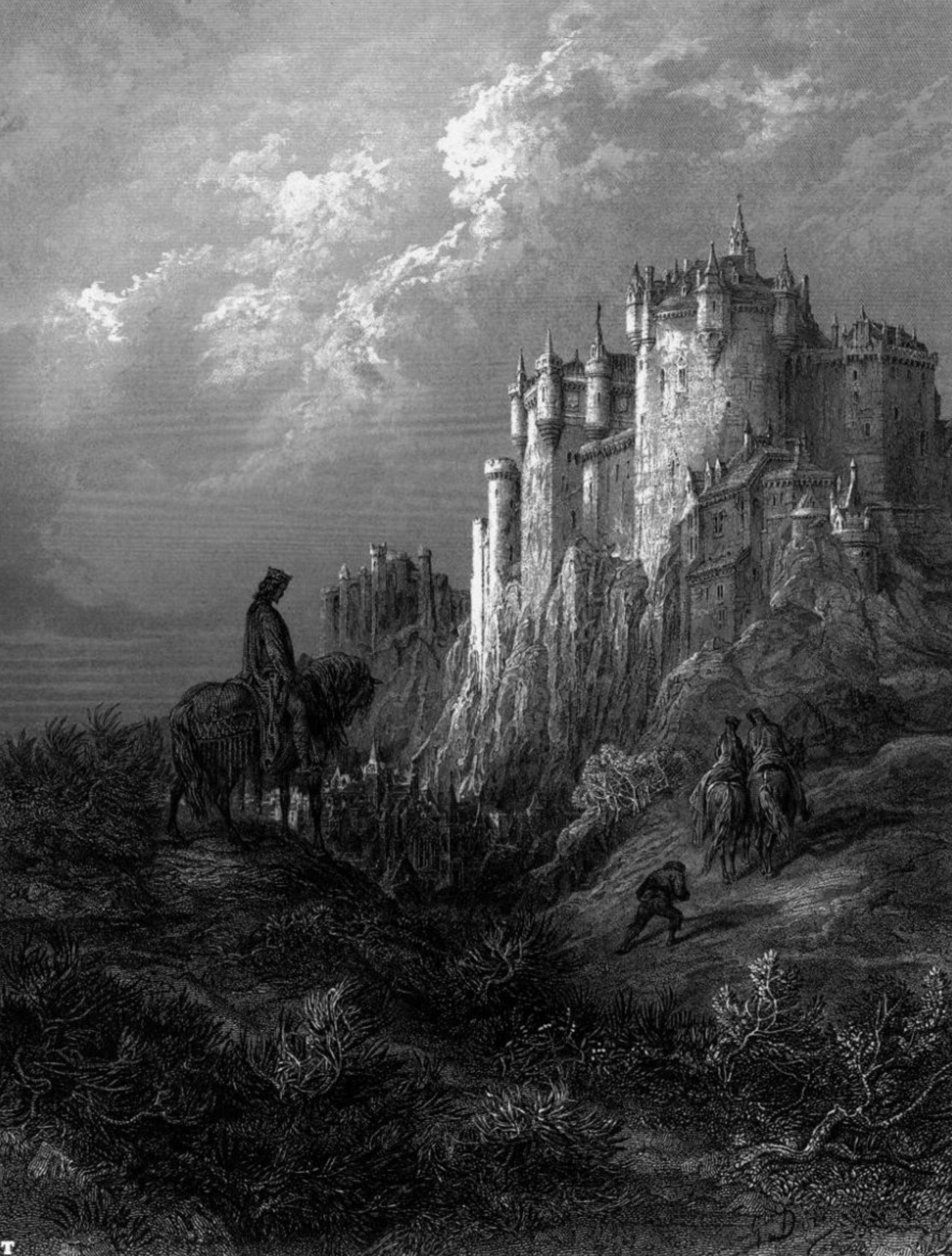
Illustrazione di Gustave Doré raffigurante Camelot, per gli Idilli del re di Alfred Tennyson (1868).

Il primo libro inizia con Igraine, figlia di un'alta sacerdotessa di Avalon, sposata con un cristiano, il duca Gorlois di Cornovaglia. Igraine vive a Tintagel, il castello di suo marito. Ha una figlia molto piccola, Morgana, e una sorella più giovane, Morgause, che deve educare poiché non è adatta a imparare la magia in Avalon con Viviana, la sorella maggiore. Un giorno la Dama del Lago Viviana e il Merlino di Britannia (un titolo onorifico per il druido più importante della Gran Bretagna) il cui vero nome è Taliesin, vengono a trovarla e le dicono che il Grande Re, Ambrosius, morirà presto, e il suo erede sarà Uther Pendragon, che genererà un grande re con Igraine, il quale sarà seguito allo stesso modo dai pagani celtici come dai cristiani. Igraine resiste ai desideri della Dama del Lago e del Merlino, ma si innamora di Uther Pendragon e quando Gorlois lo scopre decide di bloccare sua moglie a Tintagel e combattere contro il Grande Re Uther. Igraine sa che Uther può morire e gli manda un messaggio magico per avvertirlo.
Pochi giorni dopo, Uther arriva al castello coperto dal mantello del duca e al dito il suo anello. Tutti credono sia proprio Gorlois, tranne Igraine che trascorre la notte con il suo amante. Quando muore il vero Gorlois, Uther e Igraine si sposano. Nasce Artù, che viene affidato dal Merlino a sir Ectorius, mentre Morgana viene portata ad Avalon con sua zia Viviana per imparare tutto sulla magia e gli dei. Molti anni dopo, a Beltane, Morgana viene consegnata a un uomo mascherato (il re cervo) nei rituali del Gran Matrimonio.
Quell'uomo si rivela essere Artù. Quando Morgana scopre dell'incesto che ha commesso, è triste e furiosa con sua zia (il cui unico interesse è creare una stirpe di re che seguano Avalon e la Dea Madre). Quando Uther muore in battaglia contro i sassoni, Artù, che era stato cresciuto da altri genitori, ritorna per prendere il posto di suo padre, la Dama del Lago gli offre così Excalibur: uno dei tesori di Avalon. Morgana è incaricata di realizzare la guaina protettiva di quella spada. Dopo l'incoronazione di suo fratello, però, Morgana scopre di essere incinta e fugge da Avalon.
La Suprema Regina:
Dopo nove mesi, Morgana dà alla luce suo figlio nella corte del re Lot di Lothian, che è il marito di sua zia Morgause. Morgause usa quel poco di magia che conosce e scopre che il padre del ragazzo è nientemeno che Artù, quindi decide di crescere il neonato per avere più potere sul re mentre Morgana torna alla corte di suo fratello. Nel frattempo, nelle terre del re Leodegranz, Ginevra, la figlia del sovrano, chiede a suo padre di darla in matrimonio a Lancillotto (il figlio del re Ban e Viviana), ma il padre ha mire più ambiziose.
Mesi dopo, infatti, Ginevra e Artù si sposano senza conoscersi. Igraine, che è diventata cristiana e una suora, si rende conto che Lancillotto e Ginevra si amano in segreto, ma è troppo tardi per annullare il matrimonio senza scatenare una guerra, anche se Ginevra non può dare figli al re poiché è sterile. Nella battaglia di Monte Badon, Artù riesce a sconfiggere definitivamente i sassoni portando solo la bandiera cristiana come vessillo e non quella di Avalon, dal momento che Ginevra lo convince a seguire solo la via cristiana.
Il popolo degli antichi dèi è infuriato. A sua volta, Igraine muore e la corte di Artù si trasferisce a Camelot, in un castello dove ci sarà una vasta stanza esclusivamente per posizionare la grande tavola rotonda che suo suocero gli ha regalato al matrimonio. Nel frattempo, Morgana si sta allontanando sempre più da Viviana e Avalon, e in viaggio entra nel mondo delle fate, dove trascorre alcuni giorni che nel mondo esterno si traducono in anni. Al suo ritorno in Gran Bretagna, scopre che sono passati dieci anni.
Questa seconda parte del romanzo termina con una festa a Camelot. Qualche giorno prima, Ginevra, nonostante tema che Morgana sia pagana, le chiede ugualmente un amuleto che le conceda di rimanere incinta di Artù per dargli il tanto agognato erede al trono. Morgana glielo concede ma la avverte: "Stai attenta a ciò che desideri". Quella stessa notte, Artù si ubriaca ed è incoraggiato a dire qualcosa che pensava da tempo, tanto che nella sua camera da letto con Ginevra e Lancillotto, propone che Ginevra vada a letto con entrambi, perché sa come si amano e sa che si vogliono l'un l'altro, e forse questo potrebbe aiutare Ginevra a rimanere incinta senza sapere di quale padre sia il figlio. Tutti e tre accettano.
Il Re Cervo:

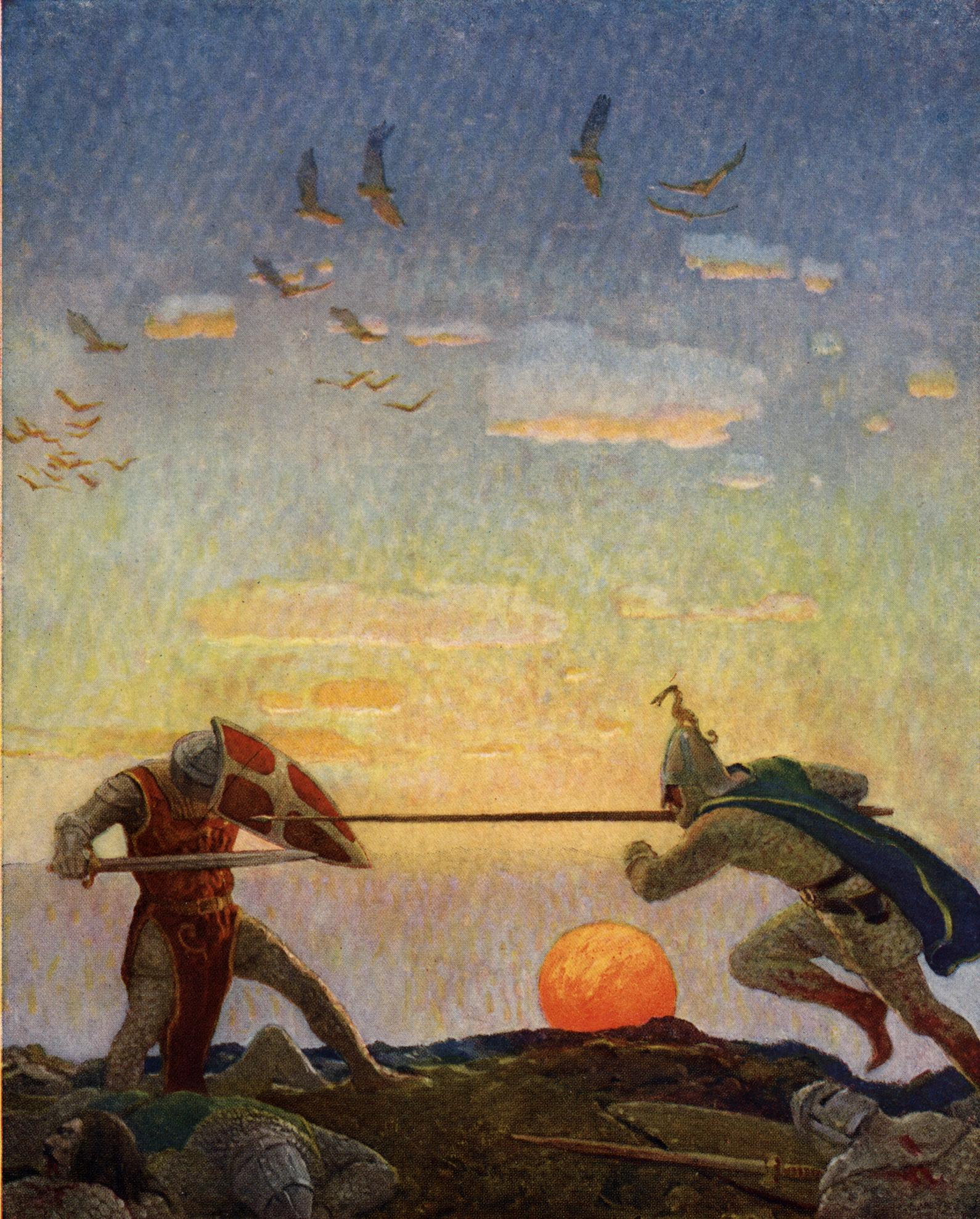
Il combattimento tra Artù e Mordred, illustrazione di Wyeth.

La terza parte del libro inizia con Viviana contrariata dal nipote Artù che ha dimenticato gli antichi dei. Decide così che è tempo che il potere passi a un nuovo re: Gwydion, il figlio di Morgana, che è stato cresciuto con Morgause a Lothian. Non sa quanto il giovane sia malvagio, egoista e ambizioso, proprio come Morgause. Dopo aver viaggiato fino a Lothian, la Dama del Lago si reca a Camelot per vedere Morgana e avvertire Artù che, se non tornerà a essere di nuovo fedele alla Dea Madre, dovrà cedere Excalibur. 
Sir Balin, furioso con Viviana, la decapita a corte. Poco dopo avviene anche la morte del vecchio Taliesin, il Merlino di Britannia, e questo getta gravi ombre sul futuro di Avalon. Il prossimo Merlino scelto è Kevin, un bardo con una deformità fisica. La prossima Signora di Avalon, invece, è Niniane, figlia di Taliesin, una sacerdotessa minore, fragile e incapace, che diventerà l'amante di Gwydion. 
Il giorno in cui Viviana muore, Meleagant, un gentiluomo che afferma di essere il figlio bastardo di re Leodegranz, vuole ereditare il suo regno ora che anche il vecchio sovrano è morto. Ginevra sa che questi è un impostore, ma decide di incontrarlo ugualmente e Lui fa scattare un piano diabolico, la rinchiude nel suo castello e la violenta. 
Solo l'intervento di Lancillotto pone un freno a queste violenze: uccide Meleagant e salva Ginevra. Dopo, la regina e il suo cavaliere si lasciano andare al loro amore, e questo preoccupa molto Morgana, perché l'amore di Ginevra e Lancillotto può porre fine alla pace. Così escogita un piano. Sa che Elaine, cugina di Ginevra, è innamorata di Lancillotto e le ha chiesto aiuto perché il suo desiderio si avveri. Morgana, dunque, droga la bevanda di Lancillotto in modo che lui dorma con Elaine pensando che sia Ginevra.
Re Pellinor, il padre di Elaine, quando li scopre assieme li costringe a sposarsi. Da questo matrimonio nascono Galahad e Nimue (che Morgana chiede come ricompensa per il suo servigio, per poterla poi condurre da ragazzina ad Avalon, dove potrà istruirla come futura Signora di Avalon). Ginevra è furiosa con Morgana, sa che è stata lei a rovinare il suo sogno d'amore e tesse un piano per fargliela pagare dandola in sposa con l'inganno al vecchio re Uriens. Morgana si allontana così dalla corte, ma nel Galles del Nord, il suo nuovo regno, scopre che il popolo delle fate la riconosce come regina. Niniane, anche per questo, la contatta imponendole di ritornare ad Avalon, e insieme decidono il futuro di Gwydion (che ora si fa chiamare Mordred) e che se Artù non vuole più sapere nulla degli dei di Avalon, Excalibur deve essere restituita all'isola.
Il prigioniero nella quercia:

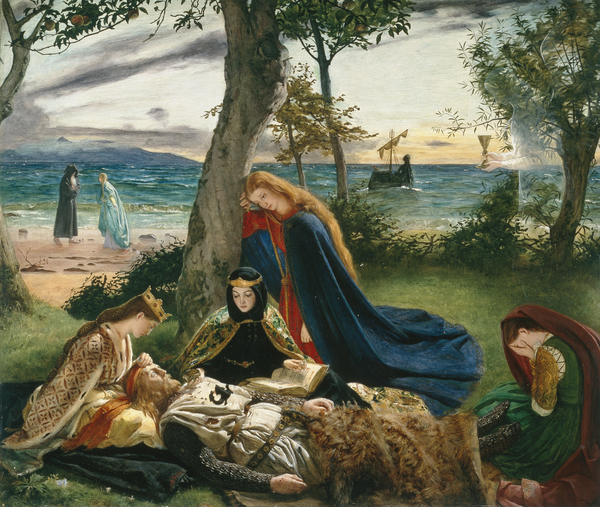
La morte di Re Artù, di James Archer (1823-1904).

È l'ultimo volume del romanzo. Morgana è diventata l'amante di Accolon, il figlio maggiore di suo marito Uriens, e vedendo che Artù intende rimanere un cristiano e tenere la spada Excalibur (appoggiato in questo anche da Kevin, il nuovo Merlino di Britannia), decide che Artù deve morire per far posto a un re pagano. Frattanto, Mordred arriva alla corte di suo padre il quale lo riconosce come l'unico figlio che abbia mai avuto, sebbene abbia già nominato un nuovo successore: Galahad, figlio di Lancillotto. Mordred sembra piacevole, nasconde la sua vera natura, ma lui e Morgause vogliono solo potere. Un giorno Artù, Uriens e Accolon attraversano la foresta con Morgana che li conduce in un castello incantato. 
Lì le Fate addormentano Artù e danno la spada Excalibur a sir Accolon. Uriens e Morgana si svegliano a Camelot ma, lontano da lì, Artù e Accolon duellano all'ultimo sangue. Artù recupera la spada e uccide il suo rivale. Quando il corpo di Accolon arriva a Camelot, Uriens scopre gli intrighi di Morgana e la minaccia di morte. Morgana allora scappa per finire ciò che Accolon aveva iniziato e uccidere il re, anche se alla fine scopre di non poterlo fare perché lei ama suo fratello. Deve agire diversamente. 
Così per ordine di Niniane, Nimue, che è diventata sacerdotessa e una bellissima giovane donna, deve sedurre con l'inganno Kevin, il Merlino, e portarlo ad Avalon dove viene accusato di tradimento e condannato a morire tra le sofferenze. Morgana però ne ha pietà e ordina che sia una morte rapida per tutti i servizi che ha reso ad Avalon in passato. Il giorno successivo, Nimue, che amava sinceramente Kevin, si lancia nel lago e muore. Frattanto Morgause, aiutata da Mordred, decide di infliggere un duro colpo ad Artù dimostrando davanti a tutta la corte che la regina e Lancillotto sono amanti. Dopo aver sentito questo, Niniane, l'amante di Mordred, protesta per come lui l'abbia soltanto usata, ma Mordred la uccide.
Gli amanti allora fuggono, ma divorata dai sensi di colpa Ginevra entra in un convento per sempre. Mordred cerca di detronizzare il re e c'è una grande battaglia tra padre e figlio. Artù uccide Mordred ma resta gravemente ferito. Lancillotto, stanco di guerre, lancia Excalibur nel lago e vede una mano prendere la spada e trascinarla sul fondo. Morgana rimasta sola, chiama la barca da Avalon, apre le nebbie e porta Artù sull'isola, dove viene sepolto per sempre.

## Tematiche
Le nebbie di Avalon tratta degli intrecci storico-fantastici legati alla figura di re Artù, protagonista del ciclo arturiano, il leggendario re che, con la sua Tavola rotonda, riportò la pace in Britannia e vi regnò per lungo tempo. La storia è narrata dal punto di vista di personaggi femminili (caratteristica che si conserva negli altri libri della serie): Igraine, Morgana, Viviana, Morgause, Ginevra. Nel libro è anche molto marcata la discussione tra la tradizione religiosa dell'epoca, pagana e politeista (che riconosceva un ruolo alla Dea Madre), e le prime avvisaglie del Cristianesimo con le relative contrapposizioni tra i protagonisti, ma anche le loro interconnessioni, come ricorda in un suo saggio la stessa Zimmer Bradley.
(Marion Zimmer Bradley, Thoughts on Avalon, 1986.)
Tra magie, tradimenti, alleanze e avventure, si snoda così una vicenda già nota in quanto molte volte raccontata in varie versioni, ma con forti accenni di modernità in grado di intercettare le spinte del tempo, con un'attenzione al ruolo delle donne, le differenze di genere, dando per la prima volta rilievo e visibilità all'omosessualità di certi personaggi principali, e il ruolo che tutte queste realtà dovrebbero avere nel mondo. Marion Zimmer Bradley ci fornisce, così, una sua personale revisione della materia di Britannia, che risulta da un lato più realistica, in quanto a psicologia dei personaggi, e dall'altro legata all'interpretazione degli elementi fantastici ed esoterici in chiave mitico-religiosa nell'ambito del misticismo celtico.
(Marion Zimmer Bradley, Thoughts on Avalon, 1986.)

## Premi e riconoscimenti
Le nebbie di Avalon è stato lodato come una delle rivisitazioni più originali ed emozionanti della familiare leggenda arturiana. Marion Zimmer Bradley ha ricevuto molti elogi per la sua interpretazione convincente dei protagonisti, per la gestione rispettosa dei modi pagani di Avalon e per aver raccontato una storia in cui non ci sono né bianco e nero né bene e male, ma diverse verità.
Isaac Asimov lo definì "la migliore rivisitazione della saga arturiana che io abbia mai letto", e Jean Auel notò "Ho adorato questo libro così tanto che sono uscita e l'ho comprato per un amico, e ne ho parlato a molte persone". L'Enciclopedia della Fantascienza definisce il libro "una revisione convincente del ciclo arturiano" e afferma che la vittoria del cristianesimo sul "pagano sano ma morente" di Avalon "assicura eoni di repressione per le donne e i principi vitali che esse stesse sposano."
Il romanzo ha vinto il premio Locus Award nel 1984 come miglior romanzo fantasy dell'anno e ha trascorso quattro mesi nella lista dei best seller del New York Times in copertina rigida. L'edizione tascabile commerciale del romanzo è stata classificata tra i primi cinque tascabili commerciali, nelle liste mensili dei bestseller, per quasi quattro anni consecutivi. Nel 1983 il romanzo fu candidato anche come miglior volume fantasy al premio letterario statunitense Mythopoeic Fantasy Award.
Ha poi vinto in Francia il Prix Relay nel 1986 e successivamente il Prize Roman D'Evasion nel luglio 1986.

## Trasposizione televisiva
Le nebbie di Avalon è una miniserie televisiva in due puntate co-prodotta da Stati Uniti, Germania e Repubblica Ceca nel 2001, e diretta da Uli Edel, trasposizione dell'omonimo primo romanzo della serie. Trasmessa negli Stati Uniti il 15 e 16 luglio 2001 sulla rete TNT con grande successo di critica e ascolti, oltre trenta milioni di spettatori alla prima puntata, in Italia è andata in onda, per la prima volta, come un unico film televisivo il 4 luglio 2004 in prima serata su Italia 1.
Lo sceneggiato è stato candidato ai premi Emmy Award del 2002 nella categoria "Miglior miniserie", mentre Joan Allen e Anjelica Huston furono candidate entrambe nella categoria "Miglior attrice non protagonista" in una miniserie o film. Juliana Margulies fu candidata sempre nel 2002 ai Golden Globe come "Miglior attrice protagonista" e Anjelica Huston come "Miglior attrice non protagonista" agli Screen Actors Guild Award.

## Edizioni
- Marion Zimmer Bradley, Le nebbie di Avalon, traduzione di Roberta Rambelli, collana La Gaja Scienza, 178, Longanesi, ottobre 1986,  p. 658, ISBN 8830406821.

- Marion Zimmer Bradley, Le nebbie di Avalon, traduzione di Roberta Rambelli, collana Super Pocket, Longanesi, 1997,  p. 741, ISBN 978-88-462-0014-3.

- Marion Zimmer Bradley, Le nebbie di Avalon (parte prima), traduzione di Flavio Santi, HarperCollins, 2018,  p. 600, ISBN 978-88-690-5369-6.

- Marion Zimmer Bradley, Le nebbie di Avalon (parte seconda), traduzione di Flavio Santi, HarperCollins, 2019,  p. 554, ISBN 978-88-690-5450-1.